# Filosofía sufí
La filosofía sufí incluye las escuelas de pensamiento del sufismo, una rama mística dentro del islam. El sufismo y su filosofía pueden estar asociadas tanto con el sunismo como con el chiismo. Se ha indicado que el pensamiento sufí surgió en Asia occidental en el siglo VIII, pero los seguidores se encuentran ahora en todo el mundo. Fue alrededor de 1000 d. C. cuando se desarrolló y se consolidó la literatura sufí temprana en forma de manuales, tratados, discursos y poesía, base y fuente primordial para el posterior desarrollo y complejización del pensamiento y la meditación sufí. La filosofía sufí, como las otras tradiciones filosóficas, tiene varias vertientes, incluyendo la metafísica y la cosmología, así como varios conceptos únicos.

## Metafísica
Las ideas principales en la metafísica sufí han rodeado el concepto de Wahdat o "La unión con Dios". Dos principales filosofías  sufí prevalecen sobre este controvertido tema. Wahdat-ul-Wujood (la Unidad del Ser), esencialmente, que la única verdad en el universo es Dios, y que todas las cosas existen en Dios solamente. Wahdat-ul-Shuhud (aparentismo, o la Unidad del testigo), por el contrario, sostiene que toda la experiencia de unidad entre Dios y el mundo creado es solo en la mente del creyente y que Dios y su creación están totalmente separadas, es el estado donde no hay diferencia entre Dios y el ser humano que está tratando de lograr un estado en particular es decir, Nadie, excepto Dios.

## Cosmología
Cosmología sufí cuenta con tres escuelas principales que son a menudo un tanto incongruente combinada, la Ishraqi universo visionario, tal como los Suhrawardi maqtûl, el neoplatónico punto de vista, y la Hermética -  Ptolomeo geocéntrica del mundo esférico.

## Psicología
Hay tres conceptos centrales en la psicología sufí, que son: nafs, el yo, alma o psique; Qalb (el corazón) y Ruh (el espíritu). El origen y la base de estos términos es el Corán IC y han sido expuestos a través de los siglos en los comentarios sufíes.

## Lataif-e-Sitta
A partir de versículos coránicos, prácticamente todos los sufíes distinguen Lataif-como-Sitta ("los seis sutilezas") como: Nafs, Qalb, Sirr, Ruh, Khafi y Akhfa. Estos lataif (singular: Latifa) designan varios "órganos" psicoespirituales o, a veces, facultades de la percepción sensorial y suprasensible. Se cree que se trata de partes del yo, de una manera similar a la que glándulas y órganos forman parte del cuerpo.

## Cuerpos sutiles

### Ruh (el espíritu)
Los sufí, en su mayoría, creen en un espíritu fuerte. Se puede hacer fuerte el espíritu a través de la práctica obtenida mediante la enseñanza de la pir. Si el espíritu se hace fuerte, de acuerdo a las enseñanzas del Islam, entonces se puede conseguir el camino que conduce a Dios. La muerte no significa 'fin' es la transformación para entrar en una nueva vida que es totalmente diferente de la vida pasada. La muerte es solo una separación temporal de Ruh del Cuerpo. Que fue mezclado por Dios para dar vida.

### Nasma
Nasma es el término sufí para la sutil o Cuerpo Astral. No se debe confundir con el Ruh (el espíritu), que trasciende tanto nasma y forma física.

## Cuerpo físico
Sufismo demarca el cuerpo físico de la Nasma.

## Estados espirituales

### Haal
A haal es un estado de conciencia, en general, un producto de las prácticas espirituales, reconocido en el sufismo. Cada haal (estado) se asocia con un maqaam (estación) de a lo largo del camino espiritual.

### Manzil
Un Manzil en el sufismo es un plano de la conciencia. Hay siete Manzils a lo largo del camino hacia Dios. El Manzil s son también partes del Corán que ayudan en la protección de uno de brujería.

### Maqaam
A maqaam es el nivel uno de la emisora espirituales o de desarrollo, a diferencia de la propia haal, o estado de conciencia. Esto es visto como el resultado de su esfuerzo por transformarse uno mismo, mientras que el haal es un regalo.

## Conceptos en la Gnosis

### Fanaa
Fanaa es el término sufí para la extinción. Que significa aniquilar el yo, sin dejar de ser físicamente vivo. Personas que han entrado este estado se dice que no tienen existencia fuera de, y estar en completa unidad con, Dios. Fanaa es equivalente al concepto de nirvana (en el budismo y el hinduismo) o moksha (en el hinduismo), que también tienen como objetivo la aniquilación del yo.
La naturaleza de Fanaa consiste en la eliminación de las malas acciones y los atributos humildes de la carne. En otras palabras, Fanaa es la abstención del pecado y la expulsión del corazón de todo otro amor que el Amor Divino, la expulsión de la avaricia, la lujuria, el deseo, la vanidad, espectáculo, etc. En el estado de Fanaa la realidad de la verdadera y única relación se afirma en la mente. Uno se da cuenta de que la relación real solo está con Allah.

### Baqaa
Una persona de Baqaa, que significa literalmente la permanencia, es un término en la filosofía sufí, que describe un estado particular de la vida con Dios. Inayat Khan, escribe en su libroUn mensaje sufí de la libertad espiritual,
"La perfección ideal, llamado Baqa por los sufíes, se denomina« Najat 'en el Islam,' Nirvana 'en el budismo, la "salvación" en el cristianismo, y' Mukhti "en el hinduismo Esta es la máxima condición posible, y todos los profetas antiguos y. sabios experimentado, y lo enseñó a los world.Baqa es el estado original de Dios. En este estado cada ser tiene que llegar algún día, consciente o inconscientemente, antes o después de la muerte. El comienzo y el final de todos los seres es la misma diferencia, único existente durante el viaje."
"La perfección se alcanza por la práctica regular de la concentración, pasando por tres grados de desarrollo: Fana-fi-Shaikh, la aniquilación en el plano astral, Fana-fi-Rasul, aniquilación en el plano espiritual, y Dios-Fana de música, aniquilación en el abstracto .Después pasar a través de estos tres grados, el estado más alto se alcanza de Bá qi-bi-Allah, la aniquilación de la conciencia eterna, que es el destino de todos los que viajan por este camino".
Las dos ideas están obligados en el concepto de fana 'wa Baqa' (la aniquilación de sí mismo y permanece en Dios)

### Yaqeen
Yaqeen se traduce generalmente como "certeza", y es considerada la cumbre de la maqaams muchas (estaciones) en las que el camino de la walâyah (traducido a veces como santidad) ya se ha completado.

## Otros conceptos

### Haqiqa
Haqiqa o Haqiqat es el término sufí de la Verdad suprema o realidad absoluta.

### Marifa
Marifa (o, alternativamente, 'marifah') significa literalmente conocimiento. El término es utilizado por los musulmanes sufíes para describir mística conocimiento intuitivo, el conocimiento de la verdad espiritual que llegó a través de experiencias de éxtasis en lugar de revelado o adquiridos de manera racional.

### Ihsan
Ihsan es un término árabe que significa "perfección" o "excelencia". Ihsan es la meta o el objetivo de las prácticas sufíes.